# 로케일
로케일(locale [loukǽl] 로캘 / [loukάːl] 로칼)은 사용자의 언어, 국가뿐 아니라 사용자 인터페이스에서 사용자가 선호하는 사항을 지정한 매개 변수의 모임이다. 보통 로케일 증명자는 적어도 하나의 언어 증명자와 하나의 지역 증명자를 가지고 있다.
로케일 증명자는 여러 방식으로 정의된다:
- 유닉스, 리눅스, POSIX 형태의 플랫폼에서, RFC 3066 정의와 비슷하게 정의되지만 로캘 변수 수정자는 다르게 정의되며 charset은 증명자의 일부로서 포함되어 있다. 다음과 같은 형식으로 정의된다.

[language[_territory][.codeset][@modifier]].

## POSIX 플랫폼
POSIX 플랫폼에서 로케일 식별자는 ISO/IEC 15897에 의해 정의되며 이는 BCP 47 언어 태그 정의와 비슷하지만 로케일 종류 수정자는 다양하게 정의되며 문자 집합은 식별자의 일부로 포함된다.
다음 예제는 명시적 UTF-8 인코딩의 체코공화국(CZ)의 체코어(cs)의 locale 명령어의 출력이다:
```
$ 
locale

LANG=cs_CZ.UTF-8
LC_CTYPE="cs_CZ.UTF-8"
LC_NUMERIC="cs_CZ.UTF-8"
LC_TIME="cs_CZ.UTF-8"
LC_COLLATE="cs_CZ.UTF-8"
LC_MONETARY="cs_CZ.UTF-8"
LC_MESSAGES="cs_CZ.UTF-8"
LC_PAPER="cs_CZ.UTF-8"
LC_NAME="cs_CZ.UTF-8"
LC_ADDRESS="cs_CZ.UTF-8"
LC_TELEPHONE="cs_CZ.UTF-8"
LC_MEASUREMENT="cs_CZ.UTF-8"
LC_IDENTIFICATION="cs_CZ.UTF-8"
LC_ALL=
```

## 일반 로케일 설정
아래의 설정은 보통 다음의 표시 형식 설정을 포함하고 있다.
- 표시 언어 설정
- 숫자 형식 설정
- 날짜/시간 형식 설정
- 시간대 설정
- 일광 절약 시간 (DST) 설정
- 통화 형식 설정

## 프로그래밍/마크업 언어 지원
- C
- C++
- 에이펠
- 자바
- 마이크로소프트 닷넷 프레임워크
- REBOL
- 루비
- 펄
- PHP
- 파이썬
- XML

## 같이 보기
- 국제화와 지역화
- ISO 639 언어 코드
- ISO 3166-1 alpha-2 국가 코드
- IETF 언어 태그
- 공통 로케일 데이터 저장소
- 국가별 날짜 및 시간
- AppLocale